# Демурино-Варваровка (Пятихатский район)
Демурино-Варваровка (укр. Демурино-Варварівка) — село, Савровский сельский совет, Пятихатский район, Днепропетровская область, Украина.
Код КОАТУУ — 1224585905. Население по переписи 2001 года составляло 55 человек.

## Географическое положение
Село Демурино-Варваровка находится на берегу реки Демурина, выше по течению примыкают сёла Каменное и Чигриновка, ниже по течению на расстоянии в 3 км расположено село Новомихайловка (Софиевский район).
Рядом проходит автомобильная дорога Т-0419.